# Jack Plooij
Jack Plooij (Amsterdam, 10 mei 1961) is een Nederlandse tandarts en sportverslaggever.

## Levensloop
Plooij studeerde na zijn middelbare school (het Hermann Wesselink College in Amstelveen) tandheelkunde aan de Vrije Universiteit te Amsterdam. In 1986 studeerde hij daar cum laude af en werd gevraagd aan de KU te Nijmegen een proefschrift te schrijven. In 1991 verdedigde hij zijn proefschrift en werd doctor in de medische wetenschappen. Op dit moment heeft Plooij een verwijspraktijk voor implantologie in Den Haag, waar hij nog steeds drie dagen per week patiëntenbehandeling doet.
Via het team van Frans Verschuur kwam Plooij meer en meer in aanraking met de autosport. In 1998 tijdens de Grand Prix van Monza vroeg racepresentator Olav Mol of hij pitverslaggever wilde zijn. Met een portofoon gaf hij alle informatie vanuit de pitstraat door aan Mol in de commentatorcabine.
In 2001 trad Plooij in dienst als vaste pitreporter voor RTL als opvolger van Allard Kalff, die in 2000 als pitreporter stopte. Plooij viel in de jaren negentig al enkele keren in voor Kalff. Samen met Olav Mol verhuisden zij naar SBS6 en maakten daar samen programma's. Naast de F1 maakten ze de eerste Red Bull Flugtag, de Red Bull Zeepkistenrace en de Strandrace. Mol keerde begin 2007 terug naar RTL maar Plooij bleef bij SBS6. Naast de Champ Car World Series kreeg hij nog twee projecten van SBS. Het Nationale Verkeersexamen mocht hij samen met Milika Peterzon presenteren. Ook deed hij commentaar bij de Domino Day-uitzendingen, samen met Leo Oldenburger.
Plooij schreef met Olav Mol Gas op de Plank en Dakar 2007. Samen reden ze twee jaar (2006 en 2007) de Dakar-rally door de woestijn.
Sinds maart 2016 is Plooij opnieuw reporter bij de Nederlandse sportzender Ziggo Sport. Plooij komt tijdens Formule 1-races met live-updates uit de pitstraat en interviewt de coureurs. In mei 2021 werd bekend dat de Formule 1 na afloop van het seizoen 2021 niet meer live te zien zou zijn op Ziggo Sport, maar bij Viaplay. Later werd bekend dat zowel Mol als Plooij niet zouden mee verhuizen naar Viaplay. Wel kreeg Ziggo de samenvattingsrechten en werd bekend dat Plooij bij Ziggo Sport betrokken zou blijven voor onder meer het programma Ziggo Sport Race Café, voorheen Formule 1 Café.

## Bestseller 60
| Boeken met noteringen in de Nederlandse Bestseller 60 | Jaar van verschijnen | Datum van binnenkomst | Hoogste positie | Aantal weken | Opmerkingen                                 |
| ----------------------------------------------------- | -------------------- | --------------------- | --------------- | ------------ | ------------------------------------------- |
| F1 2017. Oorlog op de baan.                           | 2017                 | 20-12-2017            | 13              | 2            | in samenwerking met Olav Mol en Erik Houben |
| F1 2018. De vijfde van Lewis.                         | 2018                 | 19-12-2018            | 20              | 2            | in samenwerking met Olav Mol en Erik Houben |
| Verhalen uit de pits                                  | 2019                 | 12-06-2019            | 13              | 11           |                                             |
| F1 2019. Spektakel en intriges.                       | 2019                 | 18-12-2019            | 32              | 3            | in samenwerking met Olav Mol en Erik Houben |
| In de pits gebeurt altijd iets                        | 2020                 | 30-12-2020            | 13              | 1            |                                             |
| Jack in de pits                                       | 2022                 | 01-06-2022            | 12              | 5            |                                             |